# Haitańskie Siły Powietrzne

Oznaczenie militarne Sił Powietrznych Haiti (1942–1964)

Siły powietrzne Haiti (Corps d’Aviation d’Haiti) – 4 odrzutowce typu SIAI S-211, które są samolotami szkoleniowymi, a 8 samolotów Cessna 0-2A to główne samoloty przeciwpartyzanckie. Od 1988 roku na skutek sprzedaży śmigłowców McDonnell Douglas 269/500 wojska nie posiadają ich w ogóle. Skrzydło transportowe Składa się z 3 samolotów typu Douglas C-47 Skytrain (Dakota)  1 DHC-6 Twin Otter i 1 Britten-Norman BN-2 Islander. VIP-ów obsługują samoloty DHC-2 Beaver, Beech Baron, Beech Twin Bonanza.